# Ото на Сени
Ото на Сени (фр. Hautot-sur-Seine) насеље је и општина у северној Француској у региону Горња Нормандија, у департману Приморска Сена која припада префектури Руан.
По подацима из 2011. године у општини је живело 363 становника, а густина насељености је износила 168,06 становника/km². Општина се простире на површини од 2,16 km². Налази се на средњој надморској висини од 7 метара (максималној 58 m, а минималној 1 m).

## Демографија
| 1962. | 1968. | 1975. | 1982. | 1990. | 1999. | 2011. |
| ----- | ----- | ----- | ----- | ----- | ----- | ----- |
| 206   | 207   | 223   | 278   | 360   | 352   | 363   |

График промене броја становника у току последњих година